# Allium antalyense
Allium antalyense är en amaryllisväxtart som beskrevs av Eren, Çinbilgel och Gerald Parolly. Allium antalyense ingår i släktet lökar, och familjen amaryllisväxter. Inga underarter finns listade i Catalogue of Life.